# 越南光復會

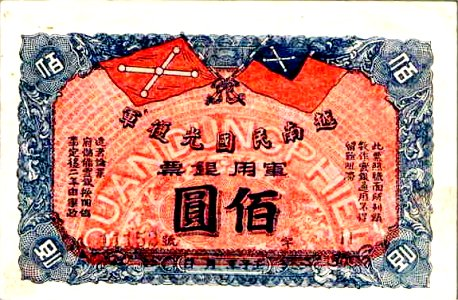
越南光复会发行的钞票

越南光復會（越南语：／）是20世紀初越南反法國殖民的組織，由潘佩珠及阮朝貴族強㭽帶領。

## 歷史
受1911年中國辛亥革命鼓舞，翌年潘佩珠在廣州成立越南光復會，希望推翻法國印度支那政府，在越南成立民主共和制的「越南民國」，期間又印制貨幣，組織炸彈活動。運動雖然最終以失敗告終，而潘佩珠的支持者也人心散渙，但運動其間光復會發表的《越南亡國史》一書，卻奠定了越南民族主義的重要基礎。